# Sântandrei
Sântandrei est une commune roumaine du județ de Bihor, en Transylvanie, dans la région historique de la Crișana et dans la région de développement Nord-Ouest.

## Géographie
La commune de Sântandrei est située sur la rive gauche du Crișul Repede, dans la plaine de la Crișana, à 6 km à l'ouest d'Oradea, le chef-lieu du județ. La commune fait partie de la zone métropolitaine d'Oradea depuis sa création en 2005.
La municipalité est composée des deux villages suivants, nom hongrois, (population en 2002) :
- Palota, Újpalota (566) ;
- Sântandrei, Nyárádanrdásfalva (3 414), siège de la commune.

## Histoire
La première mention écrite du village de Sântandrei date de 1409 sous le nom de Andrásfalva.
La commune, qui appartenait au royaume de Hongrie, en a donc suivi l'histoire.
Après le compromis de 1867 entre Autrichiens et Hongrois de l'empire d'Autriche, la principauté de Transylvanie disparaît et, en 1876, le royaume de Hongrie est partagé en comitats. Sântandrei intègre le comitat de Bihar (Bihar vármegye).
À la fin de la Première Guerre mondiale, l'Empire austro-hongrois disparaît et la commune rejoint la Grande Roumanie au traité de Trianon.
En 1940, à la suite du deuxième arbitrage de Vienne, elle est annexée par la Hongrie jusqu'en 1944. Elle réintègre la Roumanie après la Seconde Guerre mondiale au traité de Paris en 1947.

## Politique
| Période                                  | Période  | Identité    | Étiquette     | Qualité |
| ---------------------------------------- | -------- | ----------- | ------------- | ------- |
| Les données manquantes sont à compléter. |          |             |               |         |
| 1996                                     | En cours | Ioan Mărcuș | PDL, puis PNL |         |

| Parti | Parti                        | Sièges |
| ----- | ---------------------------- | ------ |
|       | Parti social-démocrate (PSD) | 3      |
|       | Parti national libéral (PNL) | 12     |

## Religions
En 2002, la composition religieuse de la commune était la suivante :
- Chrétiens orthodoxes, 61,00 % ;
- Catholiques romains, 14,92 % ;
- Grecs-Catholiques, 9,97 % ;
- Pentecôtistes, 7,43 % ;
- Baptistes, 3,41 % ;
- Réformés, 2,71 %.

## Démographie
En 1910, à l'époque austro-hongroise, la commune comptait 1 268 Roumains (50,24 %), 758 Hongrois (30,03 %), 466 Allemands (18,46 %) et 30 Serbes (1,19 %).
En 1930, on dénombrait 2 915 Roumains (59,71 %), 1 325 Hongrois (27,14 %), 546 Allemands (11,18 %), 27 Juifs (0,55 %) et 19 Roms (0,40 %).
En 1956, après la Seconde Guerre mondiale, 2 086 Roumains (71,91 %) côtoyaient 704 Hongrois (24,27 %), 75 Allemands (2,58 %), 19 Roms (0,65 %) et 4 Juifs (0,14 %).
En 2002, la commune comptait 3 211 Roumains (80,67 %), 351 Hongrois (8,81 %), 294 Allemands (7,38 %), 96 Roms (2,41 %) et 18 Slovaques (0,45 %). On comptait à cette date 1 200 ménages et 1 000 logements.
| 1880  | 1890  | 1900  | 1910  | 1920  | 1930  | 1941  | 1956  | 1966  |
| ----- | ----- | ----- | ----- | ----- | ----- | ----- | ----- | ----- |
| 1 498 | 1 871 | 2 273 | 2 524 | 1 329 | 4 882 | 2 557 | 2 901 | 3 764 |

| 1977  | 1992  | 2002  | 2007  | - | - | - | - | - |
| ----- | ----- | ----- | ----- | - | - | - | - | - |
| 3 982 | 3 614 | 3 980 | 3 978 | - | - | - | - | - |

## Économie
L'économie de la commune repose sur l'agriculture.

## Communications

### Routes
Sântandrei est située sur la route régionale DJ797 qui la relie avec Oradea à l'est et Girișu de Criș à l'ouest.

### Voies ferrées
Sântandrei est desservie par la ligne Oradea-Girișu de Criș.

## Lieux et Monuments
- Sântandrei, église orthodoxe des Sts Archanges, datant de 1782, classée monument historique[7] ;
- Palota, église catholique romaine St Antoine de Padoue, datant de 1825, classée monument historique[7].